# فرد جراف
فرد جراف (بالإنجليزية: Fred Graf)‏ هو لاعب كرة قاعدة أمريكي، ولد في 25 أغسطس 1889 في كانتون في الولايات المتحدة، وتوفي في 4 أكتوبر 1979 في تشاتانوغا في الولايات المتحدة.

## وصلات خارجية
- فرد جراف على موقعبيزبول رفرنس.كوم (الدوري الرئيسي) (الإنجليزية)
- فرد جراف على موقعبيزبول رفرنس.كوم (الدوري الثانوي) (الإنجليزية)